# 제안공 (왕숙)
제안공 왕숙(齊安公 王淑, 1238년 ~ 1312년)는 고려시대의 왕족이다. 신양백(新陽伯) 왕전(王王+全)과 수흥궁주(壽興宮主)의 아들이다.

## 생애
고려사 열전에 따르면, 사람됨이 청렴 정직했으며 전고에 밝았기에 당시 종실에서 가장 모범적인 사람이라 일컬어졌다고 한다. 처음에는 원종의 딸인 경안궁주(慶安宮主)와 혼인하였다가 뒤에는 충렬왕의 딸인 정녕원비(靖寧院妃)와 다시 혼인하였다.
1295년 삼사(三司)의 일을 하다가 뒤에 대군(大君)으로 봉해졌다.
1308년 11월 임신일에 충선왕이 복위하여 원나라에 입조하게 되자, 왕숙에게 명하여 임시로 정동행성의 일을 대신 맡도록 하였다.
1309년 7월 임인일에 충선왕이 원나라에서 낭장(郎將) 신언경(申彦卿)을 보내어, 왕숙은 자신의 숙부이고 왕숙의 아내인 정녕원비는 큰 누이뻘이니 임금과 후비의 예에 따라 공물을 주라고 하였다.
1310년 9월 을유일에 삼중대광(三重大匡)·부원대군(府院大君)의 작위를 덧붙여주었다.
1312년 7월 초하루 을미일에 죽었다.

## 가계
- 아버지: 신양백(新陽伯) 왕전(王王+全) (?~1256)
- 어머니: 수흥궁주(壽興宮主)
  - 동생: 대방공(帶方公) 왕징(王澂) (?~1292)
  - 아내: 경안궁주(慶安宮主)
    - 아들: 왕현(王昡)
      - 손자: 순정대군(順正大君) 왕숙(王璹)
      - 손자: 회인군(懷仁君) 왕정(王楨)

  - 아내: 정녕원비(靖寧院妃)